# Bernhard Vopelius

Ehepaar Bernhard und Amalie Vopelius

Bernhard Christian August Julius Vopelius (* 30. Dezember 1864 in Jena; † 27. Februar 1952 ebenda) war ein Jenaer Verleger.

## Leben und Werk
Bernhard Vopelius war der Sohn eines Jenaer Gerbermeisters. Er ließ sich zum Drucker in der Frommannschen Druckerei ausbilden. Nach Stationen in Mannheim, Augsburg und Leipzig gründete er in Jena den Verlag von Bernhard Vopelius mit angeschlossener Druckerei und übernahm im September 1891 die von Ernst Abbe ein Jahr zuvor gegründete sozialliberale Zeitung Jenaer Volksblatt. Diese gab er bis zur zwangsweisen Einstellung 1941 heraus.  Sein Verlag existierte mindestens noch bis 1947.
Nach erfolglosen Versuchen, für die Zeitung nach dem Krieg wieder eine Zulassung zu bekommen, starb er 87-jährig in seiner Heimatstadt.

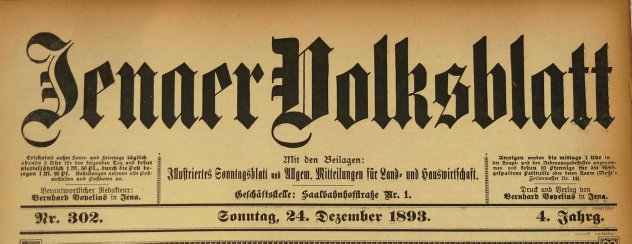
Titelleiste des Jenaer Volksblattes vom 24. Dezember 1893

Vopelius begleitete als Verleger, Drucker und Politiker den Aufstieg Jenas zur Industriestadt. Mit der Herausgabe des Jenaer Volksblattes hatte er wesentlichen Anteil am starken Einfluss liberaler Kräfte in Jena Anfang bis Mitte des 20. Jahrhunderts. In seinem Verlag erschienen politische Schriften aus dem Umfeld liberaler, aber auch sozialdemokratisch gesinnter Jenaer Persönlichkeiten.
Neben der Zeitung begann Vopelius einen Buchverlag zu betreiben.
Besonders erfolgreich waren die Bücher zur Jenaer Heimatkunde und Geschichte, vor allem aus der Feder seines Mitherausgebers Herbert Koch. Überregionales Interesse konnte durch die Herausgabe der Zeitschrift Quadriga hervorgerufen werden. Diese veröffentlichte Industrieliteratur der „Werkleute auf Haus Nyland“ und erschien zwischen 1912 und 1914. Vopelius war Mitglied im Verein für Thüringische Geschichte und Altertumskunde und gehörte am 23. Februar 1896 zu den Mitbegründern des Lesehallenvereins Jena.
Der Nachlass und die Rechte von Bernhard Vopelius gingen an den Drucker Otto Lochmann (* 27.1.1920; †14.10.2006). Dieser übertrug den Verlagsnamen Ende 2004 an den Jenaer Verleger Bernd Rolle, der ihn ab 2005 für seinen neu gegründeten Buchverlag nutzte.